# Torri Edwards
 (mars 2024).
Si vous disposez d'ouvrages ou d'articles de référence ou si vous connaissez des sites web de qualité traitant du thème abordé ici, merci de compléter l'article en donnant les références utiles à sa vérifiabilité et en les liant à la section « Notes et références ».
Torri Edwards, née le 31 janvier 1977 à Fontana, est une athlète américaine pratiquant le sprint.
Elle est championne du monde du 100 mètres en 2003 à Paris après la disqualification de sa compatriote Kelli White, et vice-championne du monde du 200 mètres.
Elle est championne du monde du 4 × 100 mètres en 2007 aux mondiaux d'Osaka et elle termine à la 8e place du 100 mètres aux Jeux olympiques 2008 à Pékin.

## Biographie

### Enfance et formation
Torri Edwards commence le sprint au collège et continue au lycée, à la Pomona High School, où elle participe à des compétitions junior en Californie. Étudiante à l'Université de Caroline du Sud, elle participe aux championnats universitaires américains.

### Débuts en carrière internationale
Elle débute réellement sa carrière internationale en 2000, au Meeting d'Eugene, où elle arrive deuxième derrière Marion Jones en parcourant le 100 mètres en 11 s 09.
Aux sélections américaines pour les Jeux olympiques de Sydney, elle ne se qualifie qu'au relais, car elle n'atteint pas les minimas aux 100 mètres et 200 mètres. Le forfait d'Inger Miller lui ouvre toutefois la porte des épreuves individuelles, mais elle est éliminée dès le deuxième tour sur 100 mètres (5e en 11 s 32) et en demi-finale sur 200 mètres (6e en 23 s 02). Elle obtient la médaille de bronze sur le 4 × 100 mètres avec ses compatriotes Nanceen Perry, Chryste Gaines et Marion Jones[réf. nécessaire].
En 2001, elle finit 4e des sélections américaines sur 100 mètres et 6e sur 200 mètres, manquant sa qualification pour les Championnats du Monde d'athlétisme d'Edmonton. Elle n'est que remplaçante sur le relais 4 × 100 mètres et qualifie son équipe pour la finale où elle ne participera pas. Le relais américain, vainqueur en 41 s 71, est finalement disqualifié quelques années plus tard, à cause du contrôle antidopage de Kelli White et de Chryste Gaines. Elle ne se qualifie pas non plus aux championnats du monde en 2002[réf. nécessaire].
En 2003, Torri Edwards se fait connaitre du grand public : elle arrive troisième (7 s 17) aux Championnats du Monde en salle de Birmingham, derrière l'Ukrainienne Zhanna Block (7 s 04) et sa compatriote Angela Williams (7 s 13). Elle bat la triple championne du monde Merlene Ottey, en la rejetant à la quatrième place (7 s 20). Elle s'illustre dans les grands meetings l'été, et se classe deuxième aux Championnats des États-Unis derrière Kelli White tant sur 100 mètres (11 s 13) que sur 200 mètres (22 s 63).
Aux championnats du monde de Paris, elle passe les premiers tours du 100 mètres sans encombre (11 s 12 en série, 11 s 08 en quart et 11 s 12 en demi-finale). En finale, on s'attend à une bataille entre Kelli White, Chandra Sturrup, Christine Arron  et Zhanna Block. Placée à la corde, Torri Edwards prend un bon départ et reste en tête jusqu'au 90 mètres avant de céder au finish de Kelli White. Elle obtient une médaille d'argent assortie d'un nouveau record personnel (10 s 93). Sur 200 mètres, elle se classe troisième (22 s 47) derrière Kelli White (22 s 05) et la Russe Anastasiya Kapachinskaya (22 s 38) et prive la Française Muriel Hurtis (22 s 59) d'un podium[réf. nécessaire].

### Championne du monde de 100 mètres
L'affaire Kelli White, contrôlée positive au Modafinil quelques jours après, contraint les États-Unis à ne pas la sélectionner dans le relais. Torri Edwards sera donc placée dans la dernière ligne droite. En finale, les Américaines sont en tête au dernier passage mais Torri ne peut résister au finish de la Française Christine Arron[réf. nécessaire].
Quelques mois plus tard, la disqualification de Kelli White entraine un bouleversement dans le classement des Mondiaux : Torri Edwards devient officiellement championne du Monde du 100 mètres et vice-championne du Monde du 200 mètres.
Au meeting de Fort-de-France début 2004, elle est contrôlée positive à la nicéthamide, un stimulant respiratoire. Elle n'est pas sélectionnée aux Jeux olympiques d'Athènes, et elle écope de deux ans de suspension. Elle continue néanmoins à s'entraîner pour revenir à son meilleur niveau en 2006. Bénéficiant d'une réduction de sa peine, Torri Edwards revient sur la scène et arrive 3e des Championnats américains en plein air et 3e des Championnats américains en salle, elle signe des chronos convaincants (11 s 05 sur 100 mètres et 22 s 51 sur 200 mètres)[réf. nécessaire].
Rapidement qualifiée en 2007 (vainqueur des Championnats des États-Unis sur 100 mètres), Torri Edwards est la grande favorite des Mondiaux d'Osaka. Détentrice d'un temps de 10 s 90, l'Américaine passe avec facilité les premiers tours du 100 mètres lors des Championnats du Monde (dont un superbe 11 s 02 en demi-finale en coupant dans les derniers mètres). Lors de la finale, six jeunes femmes (Veronica Campbell, Torri Edwards, Lauryn Williams, Christine Arron, Kim Gevaert et Carmelita Jeter) terminent dans le même centième de seconde. Dans un premier temps annoncée victorieuse sur l'écran géant du stade d'Osaka, Torri Edwards se voit finalement rétrogradée à la quatrième place (en 11 s 05), faute d'une première lecture erronée de la photo-finish. Le titre revient à Veronica Campbell devant Lauryn Williams et Carmelita Jeter. Déçue par cette contre-performance, Edwards participe au 200 mètres, mais là encore, finit au pied du podium. Elle remporte néanmoins la médaille d'or sur 4 × 100 mètres avec ses compatriotes Allyson Felix, Mikele Barber et Lauryn Williams[réf. nécessaire].

### Fin de carrière
En 2013, Torri Edwards devient coach d'athlétisme. Elle entraîne les équipes de l'Université de Caroline du Sud, de l'Université du Kentucky et aux Riverside Community College, en Californie.

## Palmarès